# Das Buch der lächerlichen Liebe
Das Buch der lächerlichen Liebe (tschechischer Originaltitel: Směšné lásky, wörtlich: Lächerliche Lieben) ist eine Sammlung tschechischsprachiger Erzählungen des Schriftstellers Milan Kundera. Die Erzählungen handeln von meist tragischen Liebesgeschichten und sind in humoristischem Stil gehalten. Sie erschienen erstmals als drei einzeln herausgegebene Sammlungen Směšné lásky (1963), Druhý sešit směšných lásek (1965) und Třetí sešit směšných lásek (1968). 1970 wählte Kundera sieben der insgesamt zehn Erzählungen aus und gab diese unter dem Namen Směšné Lásky heraus.

## Inhalt

### Niemand wird lachen
Der Ich-Erzähler, ein Dozent für Kunsttheorie in der sozialistischen Tschechoslowakei, hat eine politisch unbequeme Studie veröffentlicht. Während es für ihn an der Universität ungemütlich wird, bekommt er einen Brief von einem gewissen Herrn Zaturecky mit der Bitte, er möge dessen wissenschaftliche Arbeit rezensieren. Der Dozent weigert sich, dies zu tun. Er wird aber von nun an von Zaturecky verfolgt und versucht erfolglos, unterzutauchen. Eines Tages bekommt die Lebensgefährtin des Ich-Erzählers Besuch von Zaturecky. Dieser wird bei dem Treffen von ihrer Schönheit ergriffen. Bei einem Besuch des Erzählers bei Zatureckys Frau erklärt ihr dieser, dass Zatureckys Arbeit keinen wissenschaftlichen Wert besitze und er ihm außerdem unterstellen könne, seine Lebensgefährtin sexuell belästigt zu haben. Zaturecky lässt von da an von ihm ab.

### Der goldene Apfel der ewigen Sehnsucht
Martin, ein Freund des Ich-Erzählers, führt eigentlich ein glückliches Eheleben. Er versucht aber dennoch mit sportlichem Ehrgeiz möglichst viele fremde Frauen kennenzulernen. Bei manchen Frauen kommt es zu Gesprächen, von anderen macht er nur Name und Adresse ausfindig. Als sie ein gutgläubiges Mädchen treffen, das mit ihnen zum Baden fährt, gibt sich Martin später hochstaplerisch als Regisseur aus. Der Erzähler betrachtet dieses Gebaren Martins manchmal mit ironischer Distanz, manchmal mit Sympathie. Am Schluss verliert Martin sein Interesse an den anderen Frauen für eine Studentin, die es gar nicht gibt.

### Fingierter Autostop
Ein junger Mann fährt mit seiner Freundin in einem Sportwagen in den Urlaub. Er genießt es, wenn ihm das Benzin ausgeht und seine Freundin ihre weiblichen Reize einsetzt, um von anderen Autofahrern zur nächsten Tankstelle mitgenommen zu werden. Genauso genießt er es, wenn sie verschämt um eine Pinkelpause in der freien Natur bittet. Auf der Fahrt machen sie ein Rollenspiel, in dem die junge Frau sich mit ihrem Freund so unterhält, als wäre sie immer noch Anhalterin. Als sie sich schließlich in einem Restaurant im Ankunftsort betrinken, verliert die Frau plötzlich ihre Schamhaftigkeit, indem sie sagt, sie gehe jetzt pissen.

### Das Symposium
In einem Krankenhaus arbeiten ein Oberarzt, eine Ärztin, Dr. Havel, Fleischmann und die Schwester Lisbeth. Der Oberarzt führt eine außereheliche Beziehung mit der Ärztin, Lisbeth möchte ebenfalls Geschlechtsverkehr mit dem Oberarzt haben, wird aber von ihm zurückgewiesen. Auch die anderen Ärzte weisen sie zunächst zurück, weil sie ebenfalls die Ärztin begehren. Als Lisbeth nackt mit aufgedrehtem Gashahn in der Küche gefunden wird, glauben die Ärzte an einen Selbstmordversuch, die Ärztin geht aber von einem Unfall aus. Die Ärztin und Havel haben ein Gespräch, durch die ablehnende Haltung Havels gegenüber Sex mit der Ärztin wird diese erregt, wodurch er schließlich doch zustande kommt. Nachdem es Lisbeth wieder besser geht, nähern sie und Fleischmann sich einander an. Am Schluss hat die Ärztin ihr sexuelles Interesse am Oberarzt verloren.

### Die alten Toten müssen den jungen Toten weichen
Eine Witwe aus Prag, deren Mann in einer Kleinstadt beerdigt ist, besucht dessen Grab. Dieses wurde vor einiger Zeit eingeebnet, da die Frist für die Verlängerung bereits abgelaufen ist. In der Kleinstadt trifft sie einen jüngeren Mann, mit dem sie vor mehreren Jahren eine sexuelle Erfahrung hatte. Dieser hat panische Angst vor dem körperlichen Alterungsprozess, während die Witwe sogar jünger geworden zu sein scheint.

### Dr. Havel zwanzig Jahre später
Dr. Havel aus der Erzählung Das Symposium ist inzwischen mit einer jüngeren Schauspielerin verheiratet. Als er eine Kur macht, ist diese zuhause eifersüchtig. Im Kurort wird er von einem intellektuell unterlegenen Redakteur einer Lokalzeitung interviewt und genießt die Anwesenheit seiner Therapeutin.

### Eduard und Gott
Der Atheist Eduard verliebt sich in die gläubige Christin Alice. Obwohl er aufgrund der Theodizee nicht an Gott glaubt, versucht er dennoch, Alice zuliebe gläubig zu werden. Für Alice bedeutet ihr Glauben vor allem Keuschheit. Da offen demonstrierte Religiosität in der sozialistischen Tschechoslowakei unerwünscht ist, gerät er in berufliche Schwierigkeiten, als er dabei beobachtet wird, wie er sich öffentlich bekreuzigt. Seine Direktorin möchte ihn umerziehen und versucht ihn zu verführen. Eduard nötigt die Direktorin dabei, das Vaterunser zu beten.
Da er Alices Keuschheit mit theologischen Argumenten überwunden hat, kommt es zwischen den beiden zum Geschlechtsverkehr. Kurze Zeit später bricht Eduard die Beziehung mit Alice ab und kehrt zum Atheismus zurück.